# SurveyMonkey
SurveyMonkey是一家總部位於美國的在线問卷调查开发商，它由Ryan Finley和Chris Finley于1999年創辦。公司成立後不斷進行融資和收購，並于2018年9月26日在纳斯达克上市。

## 公司历史
2014年8月，SurveyMonkey收购了加拿大公司Fluidware，FluidSurveys.com和FluidReview.com。
2015年8月，SurveyMonkey收购了加拿大营销内容自动化公司 TechValidate。
2018年9月26日，调查猴子IPO登陆纳斯达克，发行价12美元，发行1500万股，募资1.8亿美金，J.P. Morgan/ Allen & Company/ BofA Merrill Lynch承销。
2019 年 3 月，SurveyMonkey 以 8000 万美元的现金和股票收购了总部位于阿姆斯特丹的网站和应用调查公司 Usabilla。
2019年8月，SurveyMonkey 收购了总部位于旧金山的客户体验管理公司 GetFeedback。
2021 年 6 月 9 日，SurveyMonkey 宣布更名为 Momentive AI，SurveyMonkey 将继续作为附属调查平台运营。Momentive Inc. 的产品组合包括 Momentive、GetFeedback 和 SurveyMonkey。